# Mixojapyx reddelli
Mixojapyx reddelli är en urinsektsart som beskrevs av Muegge 1992. Mixojapyx reddelli ingår i släktet Mixojapyx och familjen Japygidae. Inga underarter finns listade i Catalogue of Life.